# Currie Cup 2019
Navigation
2018 2020
Le Currie Cup 2019 (officiellement Currie Cup sponsored by DirectAxis Financial Services) est la 81e édition du Currie Cup. Elle oppose les sept meilleures provinces de rugby à XV sud-africaines.

## Participants
| Blue Bulls Free State Cheetahs Golden Lions Griquas Pumas Natal Sharks Western Province |

### Présentation des participants
| Club                    | Province       | Classement en 2018 | Stade                                |
| ----------------------- | -------------- | ------------------ | ------------------------------------ |
| Blue Bulls              | Gauteng        | 4e                 | Loftus Versfeld, Pretoria            |
| Free State Cheetahs     | État libre     | 7e                 | Toyota Stadium, Bloemfontein         |
| Golden Lions            | Gauteng        | 3e                 | Emirates Airline Park, Johannesbourg |
| Griqualand West Griquas | Cap-Nord       | 6e                 | Tafel Lager Park, Kimberley          |
| Pumas                   | Mpumalanga     | 5e                 | Mbombela Stadium, Nelspruit          |
| Natal Sharks            | KwaZulu-Natal  | 2e                 | Jonsson Kings Park, Durban           |
| Western Province        | Cap-Occidental | 1er                | DHL Newlands, Le Cap                 |

## Résumé des résultats

### Classement de la phase régulière
| Rang | Club                | J | V | N | D | Bo | Bd | Pm  | Pe  | Diff | Pts |
| ---- | ------------------- | - | - | - | - | -- | -- | --- | --- | ---- | --- |
| 1    | Free State Cheetahs | 6 | 4 | 0 | 2 | 4  | 2  | 234 | 162 | +72  | 22  |
| 2    | Golden Lions        | 6 | 4 | 0 | 2 | 4  | 2  | 173 | 174 | -1   | 22  |
| 3    | Griquas             | 6 | 4 | 0 | 2 | 4  | 1  | 178 | 175 | +3   | 21  |
| 4    | Natal Sharks        | 6 | 4 | 0 | 2 | 2  | 1  | 170 | 179 | -9   | 19  |
| 5    | Western Province    | 6 | 2 | 0 | 4 | 2  | 4  | 176 | 146 | +30  | 14  |
| 6    | Blue Bulls          | 6 | 2 | 0 | 4 | 2  | 0  | 143 | 191 | -48  | 10  |
| 7    | Pumas               | 6 | 1 | 0 | 5 | 3  | 2  | 161 | 208 | -47  | 9   |

|  | Qualification pour les demi-finales                               |
|  | Barrage face au vainqueur de la Currie Cup First Division (no 7). |

Attribution des points : victoire sur tapis vert : 5, victoire : 4, match nul : 2, défaite : 0, forfait : -2 ; plus les bonus (offensif : 3 essais de plus que l'adversaire ; défensif : défaite par 5 points d'écart ou moins).

### Tableau final
|  | Demi-finales                                      | Demi-finales                                 |                     |    | Finale                                          | Finale                                          |
|  | Demi-finales                                      | Demi-finales                                 |                     |    | Finale                                          | Finale                                          |
|  |                                                   |                                              |                     |    |                                                 |                                                 |
|  | 31 août 2019 au Toyota Stadium, Bloemfontein      | 31 août 2019 au Toyota Stadium, Bloemfontein |                     |    | 7 septembre 2019 au Mbombela Stadium, Nelspruit | 7 septembre 2019 au Mbombela Stadium, Nelspruit |
|  | 31 août 2019 au Toyota Stadium, Bloemfontein      | 31 août 2019 au Toyota Stadium, Bloemfontein |                     |    | 7 septembre 2019 au Mbombela Stadium, Nelspruit | 7 septembre 2019 au Mbombela Stadium, Nelspruit |
|  | Free State Cheetahs                               | 51                                           |                     |    | 7 septembre 2019 au Mbombela Stadium, Nelspruit | 7 septembre 2019 au Mbombela Stadium, Nelspruit |
|  | Free State Cheetahs                               | 51                                           |                     |    | 7 septembre 2019 au Mbombela Stadium, Nelspruit | 7 septembre 2019 au Mbombela Stadium, Nelspruit |
|  | Sharks                                            | 30                                           |                     |    | 7 septembre 2019 au Mbombela Stadium, Nelspruit | 7 septembre 2019 au Mbombela Stadium, Nelspruit |
|  | Sharks                                            | 30                                           | Free State Cheetahs | 31 |                                                 |                                                 |
|  | 31 août 2019 à l'Ellis Park Stadium, Johannesburg |                                              | Free State Cheetahs | 31 |                                                 |                                                 |
|  |                                                   | Golden Lions                                 | 18                  |    |                                                 |                                                 |
|  | Golden Lions                                      | Golden Lions                                 | 18                  | 34 |                                                 |                                                 |
|  | Golden Lions                                      |                                              |                     | 34 |                                                 |                                                 |
|  | Griquas                                           | 19                                           |                     |    |                                                 |                                                 |
|  | Griquas                                           | 19                                           |                     |    |                                                 |                                                 |

Les Free State Cheetahs remportent leur 6e titre. Les Golden Lions sont défaits pour la 10e fois en finale (pour 11 victoires).

## Currie Cup First Division

### Saison régulière
| Rang | Club                       | J | V | N | D | Bo | Bd | Pm  | Pe  | Diff | Pts |
| ---- | -------------------------- | - | - | - | - | -- | -- | --- | --- | ---- | --- |
| 1    | Jaguares                   | 7 | 7 | 0 | 0 | 7  | 0  | 483 | 119 | +364 | 35  |
| 2    | Griffons                   | 7 | 3 | 3 | 1 | 5  | 1  | 245 | 199 | +46  | 24  |
| 3    | Eastern Province Elephants | 7 | 4 | 0 | 3 | 2  | 2  | 171 | 177 | -6   | 20  |
| 4    | Falcons                    | 7 | 3 | 2 | 2 | 4  | 0  | 176 | 251 | -75  | 20  |
| 5    | Leopards                   | 7 | 3 | 0 | 4 | 3  | 1  | 149 | 204 | -55  | 16  |
| 6    | Boland Cavaliers           | 7 | 2 | 1 | 4 | 3  | 1  | 179 | 200 | -21  | 14  |
| 7    | Eagles                     | 7 | 1 | 2 | 4 | 4  | 2  | 160 | 260 | -100 | 14  |
| 8    | Border Bulldogs            | 7 | 1 | 0 | 6 | 2  | 0  | 138 | 291 | -153 | 6   |

|  | Qualification pour les demi-finales |

### Tableau final
|  | Demi-finales                                              | Demi-finales                                         |             |    | Finale                                                    | Finale                                                    |
|  | Demi-finales                                              | Demi-finales                                         |             |    | Finale                                                    | Finale                                                    |
|  |                                                           |                                                      |             |    |                                                           |                                                           |
|  | 24 août 2019 au HT Pelatona Projects Stadium, Welkom      | 24 août 2019 au HT Pelatona Projects Stadium, Welkom |             |    | 30 août 2019 au Fanie du Toit Sport Ground, Potchefstroom | 30 août 2019 au Fanie du Toit Sport Ground, Potchefstroom |
|  | 24 août 2019 au HT Pelatona Projects Stadium, Welkom      | 24 août 2019 au HT Pelatona Projects Stadium, Welkom |             |    | 30 août 2019 au Fanie du Toit Sport Ground, Potchefstroom | 30 août 2019 au Fanie du Toit Sport Ground, Potchefstroom |
|  | Jaguares XV                                               | 37                                                   |             |    | 30 août 2019 au Fanie du Toit Sport Ground, Potchefstroom | 30 août 2019 au Fanie du Toit Sport Ground, Potchefstroom |
|  | Jaguares XV                                               | 37                                                   |             |    | 30 août 2019 au Fanie du Toit Sport Ground, Potchefstroom | 30 août 2019 au Fanie du Toit Sport Ground, Potchefstroom |
|  | Falcons                                                   | 29                                                   |             |    | 30 août 2019 au Fanie du Toit Sport Ground, Potchefstroom | 30 août 2019 au Fanie du Toit Sport Ground, Potchefstroom |
|  | Falcons                                                   | 29                                                   | Jaguares XV | 27 |                                                           |                                                           |
|  | 24 août 2019 au Fanie du Toit Sport Ground, Potchefstroom |                                                      | Jaguares XV | 27 |                                                           |                                                           |
|  |                                                           | Griffons                                             | 13          |    |                                                           |                                                           |
|  | Griffons                                                  | Griffons                                             | 13          | 62 |                                                           |                                                           |
|  | Griffons                                                  |                                                      |             | 62 |                                                           |                                                           |
|  | Eastern Province Elephants                                | 31                                                   |             |    |                                                           |                                                           |
|  | Eastern Province Elephants                                | 31                                                   |             |    |                                                           |                                                           |

### Barrages de promotion
| 6 septembre 2019 | Pumas | 49 - 5 | Griffons | Mbombela Stadium, Nelspruit |
| 6 septembre 2019 |       |        |          | Mbombela Stadium, Nelspruit |
| 6 septembre 2019 |       |        |          | Mbombela Stadium, Nelspruit |